# 高橋宗治郎
高橋 宗治郎（たかはし そうじろう、1927年3月9日 -  2015年12月26日）は、日本の経営者、銀行家。滋賀銀行頭取を務めた。

## 来歴・人物
京都府京都市出身。1947年4月に滋賀銀行に入行し、1950年には立命館大学経済学部を卒業。1978年6月に常務、1984年5月に専務を経て、1987年8月に副頭取に就任し、1989年6月には頭取に昇格。1997年6月に会長に就任。
1993年11月に藍綬褒章を受章し、2000年11月に勲四等旭日小綬章を受章。
2015年12月26日、心不全のために死去。88歳没。